# Emmanuel-Auguste de Cahideuc

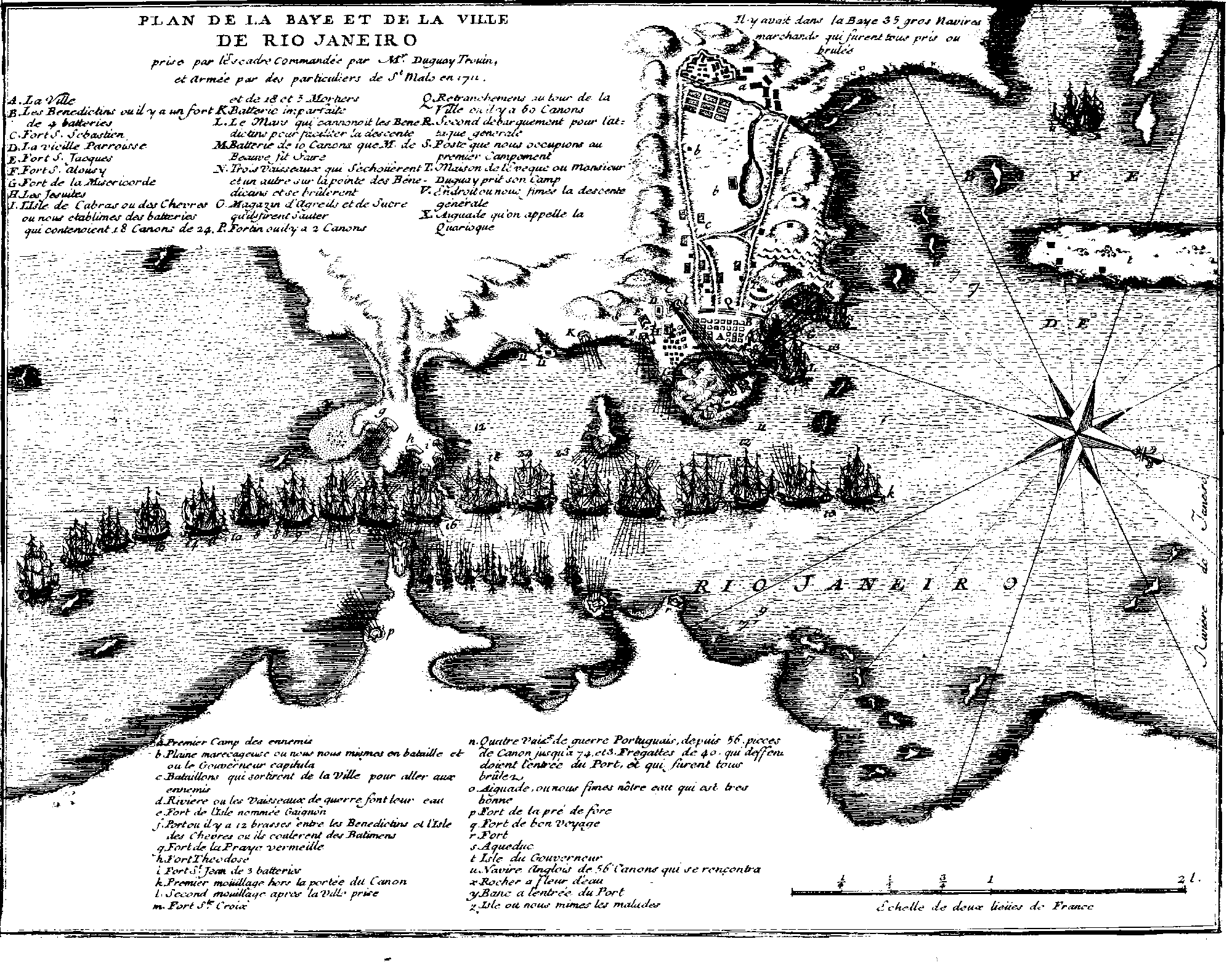
Mapa de Río de Janeiro, según Duguay-Trouin, en 1711, donde luchó Emmanuel-Auguste de Cahideuc.

Vicealmirante Emmanuel-Auguste de Cahideuc, Conde Dubois de la Motte (1683 - 23 de octubre de 1764) fue un oficial naval francés. 
Emmanuel-Auguste de Cahideuc entró en la marina como guardiamarina en 1698, y recibió su primera orden (como corsario de la nave Argonauta) en 1708. Después de su ascenso a subteniente, luchó en Río de Janeiro en 1711 durante la Guerra de Sucesión Española.
Dubois de La Motte fue ascendido a capitán en 1738, y dirigió tres campañas en las Indias Occidentales. En 1751, después de la tercera de esas campañas, fue ascendido a contralmirante y nombrado gobernador general de Santo Domingo. 
Sirvió ampliamente frente a las costas de América del Norte, incluyendo la defensa de la Fortaleza de Luisburgo, en Isla de Cabo Bretón, Canadá, durante la Guerra de los Siete Años. A pesar de que enfermó poco después de llegar, su fuerza naval superior retrasó la supremacía británica sobre la isla. 
En 1758, (a los 75 años de edad), participó en una batalla para rechazar un desembarco británico cerca de Saint-Malo, que finalmente tuvo éxito. Dubois de la Motte murió en Rennes, Francia, después de recibir la Orden de San Luis y el título de Vicealmirante.